# انرژی تابشی

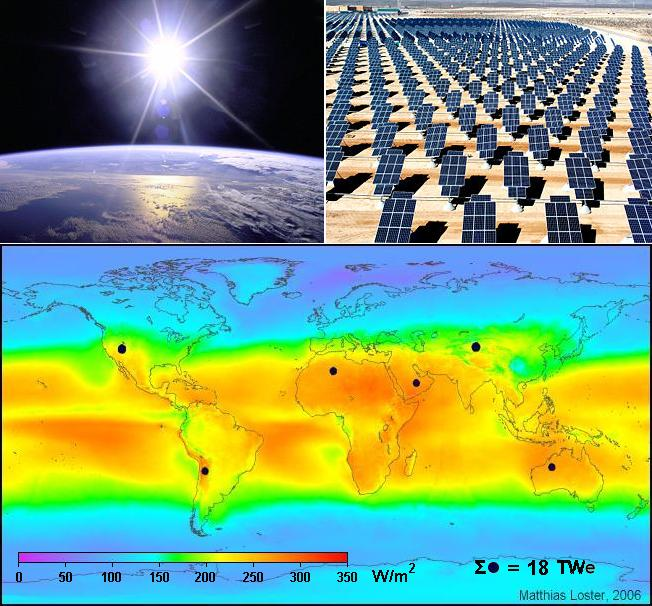
نور مرئی مانند نور خورشید دارای انرژی تابشی است که در تولید برق خورشیدی به کار می‌رود.

در فیزیک و به‌طور خاص در اندازه‌گیری‌های رادیومتری، انرژی تابشی (به انگلیسی: Radiant energy) به انرژی تابش الکترومغناطیسی و موج گرانشی گفته می‌شود. همانند انرژی، یکای انرژی تابشی در سامانه دستگاه بین‌المللی یکاها، ژول (J) است. مقدار انرژی تابشی را می‌توان با انتگرال شار تابشی بر اساس زمان محاسبه کرد. نماد Qe اغلب در سراسر ادبیات علمی برای نشان دادن انرژی تابشی استفاده می‌شود ("e" برای "انرژی"، برای جلوگیری از اشتباه گرفتن با کمیت‌های نورسنجشی). در شاخه‌های فیزیک غیر از رادیومتری، انرژی الکترومغناطیسی با استفاده از E یا W نشان داده می‌شود. این اصطلاح به ویژه زمانی به کار می‌رود که تابش الکترومغناطیسی از یک منبع به محیط اطراف ساطع می‌شود. این تابش ممکن است برای چشم انسان قابل مشاهده یا نامرئی باشد.

## واژه‌شناسی و پیشینه
اصطلاح «انرژی تابشی» بیشتر در زمینه‌های رادیومتری، انرژی خورشیدی، گرما و نورپردازی استفاده می‌شود، اما گاهی در زمینه‌های دیگر مانند مخابرات نیز به‌کار می‌رود. در کاربردهای مدرن که شامل انتقال نیرو از یک مکان به مکان دیگر است، گاهی از اصطلاح «انرژی تابشی» برای اشاره به خود امواج الکترومغناطیسی به جای انرژی آن‌ها (ویژگی امواج) استفاده می‌شود. در گذشته از اصطلاح «انرژی الکترو تابشی» نیز استفاده می‌شد.
اصطلاح «انرژی تابشی» در مورد تابش گرانشی نیز به کار می‌رود. برای نمونه، نخستین مشاهده امواج گرانشی در اثر برخورد سیاهچاله‌ای انجام شد که حدود ۵٫۳‎×۱۰۴۷ ژول انرژی موج گرانشی ساطع کرد.

## کاربردها
از انرژی تابشی برای گرمایش تابشی استفاده می‌شود. انرژی تابشی را می‌توان را به صورت الکتریکی توسط لامپ‌های فروسرخ تولید کرد، یا می‌توان آن را از نور خورشید جذب کرد و برای گرم‌کردن آب به‌کار برد. انرژی گرمایی از یک عنصر گرم (کف، دیوار، پانل بالای سر) ساطع می‌شود و به جای گرم کردن مستقیم هوا، افراد و سایر اشیاء را در اتاق گرم می‌کند. به همین دلیل، دمای هوا ممکن است کمتر از یک ساختمان با گرمایش معمولی باشد، حتی اگر اتاق به همان اندازه راحت به نظر برسد.
کاربردهای مختلف دیگری برای انرژی تابشی ابداع شده‌است. این موارد شامل درمان و بازرسی، جداسازی و مرتب‌سازی، وسیله کنترل و واسطه ارتباطات است. بسیاری از این کاربردها شامل یک منبع انرژی تابشی و یک آشکارساز است که به آن تابش پاسخ داده و سیگنالی را ارائه می‌کند که برخی از ویژگی‌های تابش را نشان می‌دهد. آشکارسازهای انرژی تابشی پاسخ‌هایی را به تغییرات انرژی تابشی به صورت افزایش یا کاهش پتانسیل الکتریکی یا جریان الکتریکی یا تغییر قابل درک دیگری مانند نوردهی فیلم عکاسی ایجاد می‌کنند.

## یکاهای رادیومتری SI
| کمیت                  | نماد     | یکا(ها) در اس‌آی                                                  | نماد یکا(ها)                  | یادداشت                                                                                              |
| --------------------- | -------- | ---------------------------------------------------------------- | ----------------------------- | --- |
| انرژی تابشی           | Q        | ژول                                                              | J                             | انرژی                                                                                                |
| شار تابشی             | Φ        | وات                                                              | W                             | توان تابشی که همچنین انرژی تابشی بر یکای زمان نامیده می‌شود                                           |
| نیرومندی تابش         | I        | وات بر استرادیان                                                 | W·sr−1                        | توان بر زاویه فضایی                                                                                  |
| تابش                  | L        | وات بر استرادیان بر متر مربع                                     | W·sr−1·m−2                    | توان بر یکای زاویه فضایی بر یکای پیش‌بینی شده مساحت مبدا. که در برخی رشته‌های تحصیلی شدت خوانده می‌شود. |
| پرتو افکنی-چگالی تابش | E, I     | وات بر متر مربع                                                  | W·m−2                         | توان بر سطح بعضی وقت‌ها به اشتباه "شدت" خوانده می‌شود.                                                 |
| پرتو افکنی            | M        | وات بر متر مربع                                                  | W·m−2                         | توان بیرون آمده از سطح.                                                                              |
| تابش-رادیوسیتی        | J یا Jλ  | وات بر متر مربع                                                  | W·m−2                         | نور منتشر شده به‌اضافه بازتاب توان بیرون آمدن از سطح                                                  |
| تابش طیفی             | Lλ یا Lν | وات بر استرادیان بر متر۳ یا وات بر استرادیان بر متر مربع بر هرتز | W·sr−1·m−3 یا W·sr−1·m−2·Hz−1 | عموما بدین صورت اندازه‌گیری می‌شود: W·sr−1·m−2·nm−1                                                    |
| پرتو افکنی طیفی       | Eλ یا Eν | وات بر متر۳ یا وات بر متر مربع بر هرتز                           | W·m−3 یا W·m−2·Hz−1           | عموما بدین صورت اندازه‌گیری می‌شود: W·m−2·nm−1                                                         |